# Lería
Lería es una localidad deshabitada de la provincia de Soria, partido judicial de Soria,  Comunidad Autónoma de Castilla y León, España. Pueblo de la comarca de  Tierras Altas que pertenece al municipio de Yanguas.
Para la administración eclesiástica de la Iglesia católica, forma parte de la Diócesis de Osma la cual, a su vez, pertenece a la Archidiócesis de Burgos.

## Ubicación
Se encuentra en la carretera que une Yanguas con Enciso (La Rioja), en un desvío a la izquierda y por pista forestal no asfaltada.

## Geografía humana

### Demografía
| Gráfica de evolución demográfica de Leria entre 1842 y 1960 |
| |
| Población de derecho según los censos de población del INE. Población de hecho según los censos de población del INEEn estos censos se denominaba La Vega y Leria: 1900, 1910, 1920, 1930, 1940, 1950 y 1960 Entre el censo de 1857 y el anterior, crece el término del municipio porque incorpora a 425133 (Vega) Entre el censo de 1970 y el anterior, este municipio desaparece porque se integra en el municipio 42218 (Yanguas) |

La localidad se despobló a finales de los años 60.